# Station Bruyères-sur-Oise
Station Bruyères-sur-Oise is een spoorwegstation aan de spoorlijn Pierrelaye - Creil. Het ligt in de Franse gemeente Bruyères-sur-Oise in het departement Val-d'Oise (Île-de-France).

## Geschiedenis
Het station is in 1891 geopend.

## Ligging
Het station ligt op kilometerpunt 49,603 van de spoorlijn Pierrelaye - Creil.

## Diensten
Het station wordt aangedaan door treinen van Transilien lijn H tussen Pontoise en Creil.

## Vorig en volgend station
| Richting | Vorig station  | Lijn    | Volgend station   | Richting |
| -------- | -------------- | ------- | ----------------- | -------- |
| Creil    | Boran-sur-Oise | Trans H | Persan - Beaumont | Pontoise |